# 中西悠理
中西 悠理（なかにし ゆうり、1991年9月24日 - ）は、フリーアナウンサー。兵庫県西宮市生まれ。 関西学院大学卒業後、2014年岡山放送入社。2018年3月退社、同年4月より三桂所属。
趣味はクラシックバレエ、スポーツ観戦、絵を描くこと。

## 現在の担当番組
- サンデーモーニング（TBSテレビ） - キャスター（2022年4月3日 - ）
- ミンナノチカラ～CHIBA～（bayfm）[2]
  - YOU 遊 チバ
- 偉人・敗北からの教訓（BS11） - MC（2023年6月3日 - ）[3]

## フリー時代の過去の担当番組
- ゴゴスマ（CBCテレビ）- アシスタント（水曜日、2019年8月 - 2020年9月）
- 偉人・素顔の履歴書（BS11）- MC（二夜連続特別番組、過去放送日2021年5月15日・5月16日）[4]
- はやドキ!（TBSテレビ）- キャスター（火曜日）（2018年4月 - 2021年9月）[5]
- 偉人・素顔の履歴書（BS11）- MC（火曜日）（2021年10月9日 -2023年4月1日 ）

## 岡山放送時代の担当番組
- みんなのニュース
  - みんなのお天気担当（2015年3月30日 - 2017年3月30日）
  - メインキャスター（2017年4月3日 - 2018年3月30日）
- FNNスピーク
- OHKフラッシュニュース